# Segredo (canção de Manu Gavassi)
"Segredo" é uma canção gravada pela cantora e atriz brasileira Manu Gavassi com a participação do cantor Chay Suede, lançada como segundo single do álbum Clichê Adolescente em 17 de novembro de 2013.

## Antecedentes e lançamento
Após o lançamento do segundo álbum de estúdio de Gavassi, a mesma anunciou que por questões burocráticas a versão física iria sofrer atrasos, no entanto havia confirmado que o CD seria relançado no ano seguinte com duas faixas bonus.
Inicialmente a canção "Se Eu Te Abraço" iria ser o segundo single, a cantora já havia cantado a versão acústica em programas de TV e canais de música, no entanto a pedido de fãs a música foi substituída e "Segredo" foi escolhida como o segundo single do álbum.

## Composição
A música fala sobre um relacionamento em que o casal finalmente encontrou seu final feliz. Sobre a letra Manu disse: "Foi uma música um pouco diferente do que estou acostumada a fazer, pois eu gosto de colocar detalhes do que estou vivendo com a pessoa, de um relacionamento, enfim. E ela é uma música mais geral, de amor, de estar apaixonado. Eu gosto dela por essa simplicidade". A participação do seu namorado na época Chay Suede nela aconteceu naturalmente, quando Manu foi mostrar para ele a canção, eles cantaram juntos e acharam que combinava.

## Divulgação
Mesmo com a música não tendo clipe oficial, a canção foi cantada em programas como Encontro com Fátima Bernardes e inclusive cantada em cenas da novela Em Família, em que Manu Gavassi interpretava Paulinha.